# Parmapteridae
Parmapteridae (лат.) — семейство вымерших насекомых из отряда Cnemidolestodea, живших во времена каменноугольного и пермского периодов (323,2—272,3 млн лет назад) на территории современных Китая, России и США.

## Описание
Мелкие и среднего размера крылатые насекомые. Голова маленькая с большими глазами. Переднеспинка без паранот. Бёдра передних ног длинные, с продольным рядом шипов. Переднее крыло без прекостального поля. Жилка SC соединена с R. Среди прочих Cnemidolestodea семейство Parmapteridae уникально наличием жилки M5, впадающей в CuA после её разветвления: у всех других представителей отряда жилка M5 входит в CuA до того, как она разветвляется. С другой стороны семейство больше всего похожа на Spanioderidae по наличию SC впадающей в R, и в сочетании с М разветвляющейся в середине крыла. Parmapteridae отличаются от большинства Cnemidolestodea коротким и широким межжилковым пространством между жилками. Напротив, у большинство Spanioderidae эти промежутки длинные и узкие в базальной части.
Семейство было впервые описано по отпечаткам в 2015 году российскими палеоэнтомологами Даниилом Аристовым и Александром Расницыным (Палеонтологический институт РАН, Москва, Россия). Среди сестринских таксонов: Necrophasmidae, Pinideliidae, Protembiidae.
В 2016 году включено в состав подотряда Parmapterina.

## Классификация
В семейство включают 2 вымерших рода:
- Род Heterologus Carpenter, 1943
  - Heterologus duyiwuer Béthoux et al., 2012 (Xiaheyan, Zhongwei, Китай)[5]
  - Heterologus langfordorum Carpenter, 1943 (Mazon Creek, Иллинойс, США)[6]
- Род Parmaptera Aristov & Rasnitsyn, 2015
  - Parmaptera permiana Aristov & Rasnitsyn, 2015 (Чекарда, Пермский край, Россия)